# ラモン・メネンデス・ピダル
ラモン・メネンデス・ピダル（スペイン語: Ramón Menéndez Pidal: スペイン語発音: [raˈmon meˈnendeθ piˈðal], 1869年3月13日 - 1968年11月14日）は、スペイン・ア・コルーニャ出身の言語学者・歴史学者。レアル・アカデミア・エスパニョーラ会員。
スペイン語やスペインの民俗学について幅広く研究した。主な研究対象にはエル・シッドの伝説や歴史などがある。ノーベル文学賞には151回ノミネートされており、2番目にノミネート回数が多いフランス人小説家アンドレ・マルローの3倍以上の数字である。

## 経歴

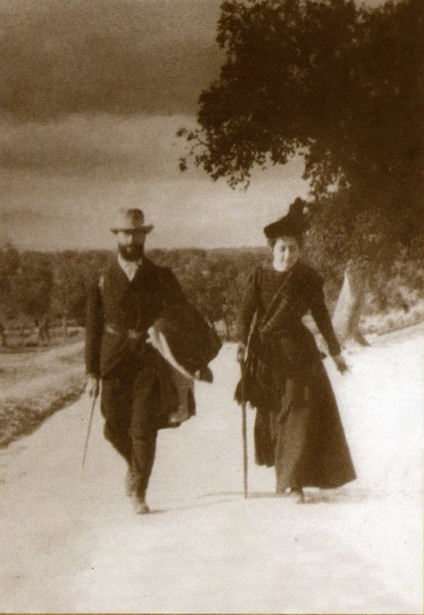
妻のマリア・ゴイリと並んで歩くメネンデス・ピダル（左）

1869年にガリシア地方のア・コルーニャ県ア・コルーニャに生まれた。マドリードのマドリード・コンプルテンセ大学哲文学部では文献学者のマルセリーノ・メネンデス・ペラーヨに師事し、1893年に博士号を取得した。1899年にはコンプルテンセ大学で比較言語学の講義を行い、1939年に退くまでロマンス言語学の教授職にあった。1900年にはマリア・ゴイリ・デ・メネンデス・ピダルと結婚しているが、マリア・ゴイリは1896年にスペインで初めて大学における哲学の学位を授与された女性であり、1909年にはスペインの大学で初めて医学以外の博士号を授与された女性である。夫妻は新婚旅行で『わがシッドの歌』にまつわる場所を旅行して回った。
1901年にはレアル・アカデミア・エスパニョーラの会員に推挙され、1925年には会長に就任した。しかし、1930年代後半のスペイン内戦後のフランコ体制下のスペインではフランコ支持派の会長が望まれたことから、1939年には会長の座を辞任している。しかし、1947年12月には満場一致で会長に再就任し、1968年に死去するまで会長職にあった。
1904年には『スペイン語歴史文法教本』を著し、刊行から100年以上を経た現在でもスペイン語を専攻する学生の必読書としての地位を有している。1926年には11世紀の古文書の分析から『スペイン語の起源』を著した。この書籍は哲学者のホセ・オルテガ・イ・ガセットに「運動学的・力学的な言語学」と評されており、「実証主義を超越した言語史研究の金字塔」と称えられている。
40歳を過ぎた1910年頃からは研究対象が歴史学分野に拡大した。1910年にはスペイン歴史研究所の文献学部長となった。スペイン歴史研究所は1914年に学術雑誌『Revista de Filología Española』を創刊しており、今日ではスペイン語学・スペイン中世史・スペインルネサンス文学の分野で権威ある雑誌となっている。1929年には中世の文献学的研究から『エル・シッドのスペイン』を著した。コンプルテンセ大学の教授職を退いた1939年からは『スペイン史』の編纂の監修を務め、第1巻の序章を執筆した。
メネンデス・ピダルは長年にわたってスペイン語の通史の編纂を試みていたが、死去するまでには完成しなかった。死後には『Historia de la lengua española』2巻が刊行されている。メネンデス・ピダルは23回（計23年）もノーベル文学賞へのノミネート（推薦）を受けているが、結局受賞することはできなかった。1956年の1年だけで160以上の個人/団体から推薦されている。

## 家族
父親のフアン・メネンデス・ピダルは法曹であり、アストゥリアス地方出身である。母親のラモーナ・ピダルもまたアストゥリアス地方出身である。兄のフアン・メネンデス・ピダル（父親と同名）はアストゥリアス地方の民俗詩の研究者である。兄のルイス・メネンデス・ピダルは写実主義の画家である。
教育者のヒメナ・メネンデス＝ピダルは娘。文献学者のディエゴ・カタランは孫。

## 著作
- 1896年 La leyenda de los siete infantes de Lara 『ララ王子の伝説』
- 1898年 Crónicas generales de España
- 1904年 Manual elemental de Gramática histórica española
  - 『スペイン語歴史文法教本』近松洋男訳注、風間書房
- 1906年 El dialecto leonés
- 1908年-1912年 Cantar de mio Cid: texto, gramática y vocabulario 『わがシッドの歌 テクスト・文法・語彙』
- 1910年 La epopeya castellana a través de la literatura española 『スペイン文学にみるカスティーリャ叙事詩』
- 1926年 Orígenes del español 『スペイン語の起源』
- 1929年 La España del Cid
  - 日本語編訳に『エル・シッド・カンペアドル』安達丈夫訳、文芸社、2000年
- 1938年 La idea imperial de Carlos V
- 1952年 Reliquias de la poesía épica española
  - 上記『スペイン史の中のスペイン人』の日本語訳は、1974年に佐々木孝訳『スペイン精神史序説』法政大学出版会で刊行
- 1953年 Romancero hispánico 『スペインのロマンセロ 理論と実践』
- 1962年 En torno a la lengua vasca
- 1963年 El padre Las Casas: su doble personalidad
- 2005年 Historia de España 『スペイン語の歴史』全2巻